# Scardinius graecus
Scardinius graecus é uma espécie de peixe actinopterígeo da família Cyprinidae.
Apenas pode ser encontrada na Grécia, mais especificamente, no lago Yliki, na Beócia, seu habitat.
Está ameaçada por perda de habitat, constatado depois que a população do lago Paralimni desapareceu após drenagem.